# 7-10 Split (película)
7-10 Split es una película estadounidense del 2007 interpretada por Ross Patterson, Tara Reid, y Vinnie Jones. Fue lanzada en algunos mercados europeos en 2007, y Japón en 2008. Fue renombrada como Strike para el lanzamiento en DVD para EE. UU. (a través de Anchor Bay Entertainment) el 9 de junio de 2009. 

## Trama
Un aspirante a actor cuya carrera está en la ruina, explota sus habilidades de bolos y se convierte en rico y famoso, sólo para perder a su mejor novia y mejor amigo.

## Reparto
| Actor             | Personaje              |
| ----------------- | ---------------------- |
| Ross Patterson    | Ross Vegas             |
| Tara Reid         | Lindsay / Lil Reno     |
| Vinnie Jones      | Roddy                  |
| Robyn Lively      | Dianne Burke           |
| Clayne Crawford   | Mike                   |
| Rachel Hunter     | Sra. Bailey            |
| John Di Maggio    | Bobby "Killer" O'Keefe |
| Rob Huebel        | Jerry Lowry            |
| Vincent Pastore   | Tony "P"               |
| Sarah Ann Schultz | Sra. Bailey            |
| Robert Carradine  | Sr. Bailey             |
| Irina Voronina    | Lady Luck              |
| Ricky Trammell    | Coreógrafo             |
| Katie Lohmann     | Gina Jones III         |